# Valerie Jean
Valerie Jean Garduno (Marshalltown, ...) è una supermodella e attrice statunitense.

## Biografia
Valerie Jean Garduno, com'è registrata all'anagrafe, tra le sue apparizioni sulla carta stampata, vanta pubblicità per Giorgio Armani, L'Oréal e Oil of Olay e la copertina per l'edizione britannica di Elle; ha sfilato anche per Yves Saint Laurent, Christian Dior, Valentino, Gianfranco Ferré e Max Mara, oltre che per Victoria's Secret nel 1995. Dal 2006 si è dedicata al cinema ed è comparsa in televisione più volte al Late Show with David Letterman.

## Agenzie
- Munich Models[2]
- Heffner Management[2]
- Bryan Bantry[2]
- Elite Model Management - New York[2]

## Filmografia
- Grave Secrets (2013)[4]
- Quarter Life Crisis (2006)
- Cattle Call (2006)